# Dąbrowa Tarnowska

Dąbrowa Tarnowskas heraldiska vapen.

Dąbrowa Tarnowska är en stad i Polen, omkring 16 kilometer norr om Tarnów, i Lillpolens vojvodskap. Staden är regionhuvudstad i powiat Dąbrowa. Befolkningen uppgår till 11 402 personer (2008). Staden har en järnvägsstation på linjen mellan Tarnów och Szczucin. Det finns också en fotbollsklubb i staden, som grundats 1922. Klubben spelar i den femte divisionen. 